# Norman Ebbutt
Norman Ebbutt (* 26. Januar 1894 in London; † 17. Oktober 1968 in Midhurst, West Sussex) war ein britischer Journalist. Er war langjähriger Korrespondent der Londoner Times in Berlin.

## Leben und Tätigkeit
Ebbutt war der Sohn des Journalisten William Arthur Ebbutt und seiner Ehefrau Blanche, geborene Berry. Der Vater arbeitete u. a. für den Morning Leader, die Daily News und den Daily Chronicle. Nach dem Schulbesuch wurde Ebbutt ebenfalls Journalist: Seine erste Stellung erhielt er 1911 als Hilfskorrespondent der Zeitung The Morning Leader und The Daily News and Leader in Paris. Zuvor hatte er 1910 sechs Monate als Tutor für Englisch an einer Sprachschule in Duisburg verbracht. Es folgten Reisen nach Finnland und Russland, bevor er 1913 nach Großbritannien zurückkehrte.
Im August 1914 trat Ebbutt erstmals in den Dienst des Pressekonzerns Times Ltd, schied aber nach wenigen Monaten im November 1914 wieder aus, um sich der britischen Marine (Royal Navy Volunteer Service) anzuschließen, der er bis zum Ende des Ersten Weltkriegs als Leutnant angehörte. Er wurde überwiegend auf Atlantikfahren und in der North America Station eingesetzt. Nach Kriegsende kehrte er 1919 zum Times-Verlag zurück, für die er zunächst in der Auslandsredaktion (foreign sub editors department) der Zeitung The Times, dem wichtigsten Blatt des Verlagsprogramm und eine der wichtigsten Tageszeitungen in Großbritannien überhaupt tätig wurde.
1925 wurde Ebbutt von der Times Ltd als Hilfskorrespondent (Assistant Correspondent) nach Berlin geschickt. Von dort berichtete er – seit 1928 als Hauptkorrespondent – zwölf Jahre lang für die Times, über die politischen, wirtschaftlichen und gesellschaftlichen Geschehnisse und Entwicklungen in Deutschland. So nahm er als Beobachter an den Haager Reparationskonferenzen, an der Konferenz von Lausanne und dem Reichstagsbrandprozess teil.
Seit etwa 1932 war Ebbutt zudem Vorsitzender des Vereins der Auslandspresse in Berlin, dem Zusammenschluss der verschiedenen ausländische Pressekorrespondenten in der Reichshauptstadt.
Seit dem Machtantritt der Nationalsozialisten begleitete Ebbutt, der als einer der bestinformierten – er verfügte über zahlreiche Insiderquellen in Behörden, Ministerien, Parteibüros usw. – Auslandskorrespondenten in Berlin galt, die politische Entwicklung in Deutschland mit starker Kritik: Bereits im April 1933 teilte er den Lesern der Times mit, dass die Mentalität des neu errichteten Systems in Deutschland eine Entwicklung erwarten lasse, die innerhalb von fünf bis zehn Jahren auf einen neuen Krieg hinauslaufen würde:
"Herr Hitler hat sich in seinen Reden als Kanzler zwar dazu bekannt, eine Außenpolitik des Friedens betreiben zu wollen. Dies ist aber keineswegs ein Beweis, dass die grundlegende Gesinnung des neuen Deutschlands tatsächlich eine friedliche ist. Deutschland ist von der Entschlossenheit beseelt, alles was es [seit 1919] verloren hat zurückzugewinnen und hat nur geringe Aussichten, dies auf friedlichem Wege zu erreichen. Einflussreiche Deutsche erwarten, dass weniger als zehn Jahre ins Land gehen, bevor der Krieg, den sie als natürlich und unvermeidbar erwarten, in Europa ausbricht. Mitunter ist auch von nur fünf oder sechs Jahren die Rede."
Mit den kritischen Berichten, die Ebbutt an die Londoner Times-Redaktion schickte, stellte er sich in dezidierten Gegensatz zur politischen Linie den Chefredaktion seiner Zeitung um Geoffrey Dawson und Robert Barrington-Ward, die dem NS-Regime bis 1938 mit einer wohlwollend-zurückhaltenden Sympathie gegenüberstand. Dementsprechend wurden viele Berichte Ebbutts über in Deutschland vorkommende Gräuel und Missstände oder über fragwürdige Maßnahmen und Pläne der neuen Herrscher von der Chefredaktion zurückgehalten und nicht veröffentlicht oder – wie es ein Spiegel-Artikel der 60er Jahre formulierte – wurden „alarmierende“ Berichte Ebbutts von seinen Chefredakteuren „gnadenlos“ zurechtgekürzt, um ihnen die Spitze abzubrechen.
Dennoch blieb den Berliner Machthabern nicht verborgen, dass sie es in Ebbutt mit einem entschiedenen Gegner zu tun hatten, der durch die ungeschminkte Offenlegung der tatsächlichen Verhältnisse in Deutschland, die er in seinen Artikeln praktizierte – zumindest in denjenigen, die die britische Öffentlichkeit erreichten –, in erheblicher Weise dazu beitrug, dass das Ansehen ihres Regimes in der Wahrnehmung der Bevölkerung der in ihren Augen entscheidenden Macht Europas schweren Schaden nahm. Als im Sommer 1937 drei als Journalisten getarnte deutsche Spione in England entlarvt und des Landes verwiesen wurden, nahm die Reichsregierung dies zum Anlass, um die britische Regierung durch das Auswärtige Amt ersuchen zu lassen, bei der Redaktion der Times in London darauf hinzuwirken, Ebbutt als Korrespondent zurückzuziehen. Begründet wurde dies mit der Behauptung, Ebbutt habe Spionage betrieben, sowie der Anschuldigung jahrelanger „deutschlandfeindlicher Berichterstattung“, die die bilateralen Beziehungen beider Länder störe. Zugleich wurde durch eine Notiz des Deutschen Nachrichtenbüros (DNB) vom 20. August 1937 öffentlich bekannt gegeben, dass wenn Ebbutt das Land nicht bis zum 22. August 24 Uhr verlassen habe, er als unerwünschter Ausländer behandelt werden würde und ihm das „gewährte Gastrecht“ und die Aufenthaltsbewilligung entzogen werden würde. Auch hier wurde die Ausweisung mit Ebbutts „die deutsch-englischen Beziehungen dauernd störender tendenziöser Berichterstattung über innerdeutsche Verhältnisse“ gerechtfertigt.
Ebbutt reiste am 16. August 1937 vom Bahnhof Charlottenburg unter reger Anteilnahme anderer Auslandskorrespondenten – die sich in großer Zahl demonstrativ auf dem Bahnsteig versammelten – aus Deutschland ab. Zeitgenössische Kritiker der Appeasement-Politik rühmten Ebbutt als "Kronzeugen und Märtyrer".
Nach seiner Rückkehr nach Großbritannien erlitt Ebbutt einen schweren Schlaganfall, von dem er sich nie richtig erholte. Den Rest seines Lebens verbrachte er zurückgezogen auf dem Land.
Die journalismusgeschichtliche Literatur hat Ebbutt, so der Monograph Huttner, "weit mehr Aufmerksamkeit" gewidmet als jedem anderen britischen Korrespondenten der Zwischenkriegszeit.

## Familie
Ebbutt war zweimal verheiratet. Aus seiner ersten Ehe hatte er eine Tochter und einen Sohn.